# 수맥
수맥(水脈, 영어: water vein) 또는 물길은 폭이 좁은 지층을 따라 줄기 모양으로 흐르는 지하수를 말한다.

## 개념
수맥의 개념은 본래 서양에서 들어온 것이다. 과거부터 서양에서는 지하수를 찾기 위해 '엘로드'라 불리는 두 개의 구부러진 금속봉을 사용하곤 했다. 이는 수맥이 '수맥파'라는 것을 방출하며 인체에 해를 끼칠 수 있다는 생각, 그것을 금속으로 탐지할 수 있다는 믿음에 의거한 것이다. 수맥파가 인체에 해를 끼칠 수 있다고 입증된 것은 아니다.

## 건축에 미친 영향
지하에 수맥이 흐르면 지반을 약화시키므로 건축물의 기초공사에 악영향을 끼친다.

## 유사과학
수맥이 인체에 영향을 준다는 주장은 대한민국에 널리 퍼져 있는 대표적인 유사과학(사이비과학)이다.수맥이 다양한 불규칙한 '수맥파'를 발생시켜서 인간을 병들게 한다거나, 수면 방해를 일으킨다고 주장하는 사람들이 있지만 이에 대한 과학적 근거는 찾아볼 수 없다.

## 같이 보기
- 용맥
- 레이라인(en:Ley line)
- 지하수

## 참고 문헌
- The Skeptics Dictionary - Includes details of various scientific tests
- George P. Hansen: "Dowsing: A Review of Experimental Research". In: Journal of the Society for Psychical Research, Volume 51, Number 792, October 1982